# Афанасьева, Инна Владимировна
Инна Владимировна Афанасьева (бел. Іна Уладзіміраўна Афанасьева; род. 28 октября 1968, Могилёв, БССР, СССР) — советская и белорусская эстрадная и джазовая певица. Народная артистка Беларуси (2020). Лауреат премии «Лира-2016» в номинации «Лучший исполнитель» (женский вокал). Неофициально именуется «примадонной белорусской эстрады».

## Биография

### Детство и юность
Родилась 28 октября 1968 года в городе Могилёв, Белорусская ССР в семье Владимира Михайловича Афанасьева и Нины Петровны Угольниковой. Семья проживала в деревне Николаевка (Могилёвский район).
Ещё в школе на девочку с тонким, звонким голоском обратила внимание учительница[какая?] и отвела Афанасьеву во Дворец пионеров и школьников для прослушивания. В то время под руководством Нелли Бордуновой создавался образцовый вокальный ансамбль «Радуга». Афанасьева стала солисткой коллектива. «Радуга» выступала на всех правительственных концертах, принимала участие в записях передач Республиканского радио и телевидения. С гастролями ансамбль объездил многие страны бывших[уточнить] советских республик. В 12 лет юная Инна Афанасьева стала победительницей телевизионного конкурса «Красные гвоздики». В качестве приза девочка получила путевку в пионерский лагерь СССР «Арте́к».
В составе «Радуги» выступала до 10 класса, после чего решила поступать в Российскую академию музыки им. Гнесиных, но провалила экзамены. Пошла работать в школу лаборанткой, чтобы на следующий год поступить в педагогический университет.. В 1987 году познакомилась с Валерием Стрельцовым, ставшим впоследствии первым мужем. Он убедил её продолжить работу на эстраде и стать солисткой в вокально-инструментальном ансамбле «Спектр», где работал Стрельцов. В качестве солистки ансамбля Афанасьева стала лауреатом первой премии, участвуя в Республиканском конкурсе популярной молодёжной музыки в городе Новополоцке. Спустя год Афанасьева и Стрельцов покинули группу.

### Путь на большую сцену
В 1988 году в городе Витебске заканчивалось строительство летнего амфитеатра, где уже летом того же года должен был состояться первый Всесоюзный фестиваль польской песни. В стране был объявлен отбор, в котором участвовали более тысячи профессиональных и самодеятельных артистов. Победителями отбора стали Валерий Скорожонок из Гродно и Инна Афанасьева из Могилёва. Во время конкурса Афанасьева исполнила две песни на польском языке и композицию Леонида Захлевного «Все цветы июля», ставшую впоследствии гимном фестиваля «Славянский базар». По итогам конкурса ей присудили третью премию и пригласили работать солисткой в Национальный оркестр под управлением Михаила Финберга. В этом году Афанасьева переехала в Минск. Именно с этого момента начался профессиональный творческий путь артистки.
1989 год — участие в фестивале «Зелена Гура» в Польше. В это время Афанасьева официально вышла замуж за Стрельцова.
По приглашению Игоря Крутого и Александра Серова отправилась в гастрольный тур по Прибалтике и России, выступая в концертной программе Александра Серова. С Игорем Крутым они записали три его песни; «Не твоя вина», «Четыре брата» и «Ты проводи меня, милый».
24 мая 1990 года у Афанасьевой и Стрельцова родился сын Иван Стрельцов. Декретный отпуск продлился недолго и в конце года она отправилась на гастроли с театром песни Александра Тихановича и Ядвиги Поплавской.
В первой половине 90-х были записаны первые шлягеры; «Варажба», «Горыч ягада», «Сарамлівая дзяўчынка», «Гитара и роза», «Мама», «Музыкант», «Дождж (Лівень маёй тугi)» и др.
В 1992 году вторая премия на «Славянском базаре» в Витебске. В этом же году Афанасьева отправилась с делегацией белорусских артистов в Америку, где участвовала в большом количестве благотворительных концертов.

### Первый клип и международный успех
В 1995 году вышла телевизионная концертная программа «Инна Афанасьева в кругу друзей» с участием Ядвиги Поплавской и Александра Тихановича, Александра Серова, Александра Солодухи и Бориса Моисеева. В программе состоялась премьера клипа на песню «Сбудется — не сбудется», снятого режиссёром Игорем Пашкевичем. На тот момент клип оказался самым дорогостоящим музыкальное видео когда-либо снятым в Белоруссии. В том же году Инна Афанасьева принимала участие в международном фестивале городе Братислава, где видео «Сбудется не сбудется» вошло в десятку клипов Европы. Так же он был представлен на фестивале клипов в Санкт-Петербурге. На волне успеха, в это же время, на аудиокассетах выходит дебютный альбом «Сбудется — не сбудется». Цифровое издание альбома появится только в 2016 году.

Помимо первого альбома, многие отдельные синглы Афанасьевой выходили на лицензионных сборниках на российском рынке. Она часто выступала на лучших концертных площадках России, Украины, Болгарии, Польши, Литвы и других стран ближнего зарубежья. Её песни становились известными в соседних странах. Неоднократно получала предложения о сотрудничестве от многих российских продюсеров, в том числе и от Игоря Крутого. Несмотря на это, она не уехала из Белоруссии. На долгие годы этот факт из её биографии станет излюбленным вопросом журналистов. 
— Я никогда своей целью не ставила «прорваться» куда-то. Мне очень хорошо в Беларуси. Я очень рада что меня здесь любят или не любят, принимают такой, какая я есть. Я очень хочу быть здесь той певицей, которой я являюсь. Да, я патриот, и я могу сказать, что мне всегда не очень приятно, когда сами белорусы говорят о себе плохо, потому что, куда бы я ни приехала, все нас очень любят. Нас любят все, кроме нас самих. Я хочу дожить до того времени, когда мы научимся собою гордиться.
По итогам 1995 года исполнительница стала лауреатом премии «Песня года», а также по опросу журнала «Дикая Орхидея» Инна Афанасьева признана «Женщиной года» в сфере искусства.
В 1996 году впервые организовала, ставший на долгие годы традиционным, благотворительный концерт, посвященный Дню защиты детей.
В период с 1996 года по 1999 год в сотрудничестве с разными авторами записаны такие известные песни как; «Милый мой, любимый мой» (Олег Молчан — Александр Легчилов), «Мамина дочка» (Павел Яроменко), «Ассоль» (Валерий Иванов), «Каханне» (Сергей Жданович), в дуэте с Валерием Дайнеко «Кто бы мог подумать» (Олег Аверин — Валерий Дайнеко, Валентина Поликанина) и другие.
В 1999 году Афанасьева создала свой коллектив, в состав которого вошли музыканты, танцевальный коллектив «Уличный балет», звукорежиссёры, светооператоры и директор творческого коллектива Анжела Долинина.

### Новый этап и «Жемчуга»
2000 год начался большим гастрольным туром по городам Белоруссии и ближайшего зарубежья. В студийной работе в течение следующих трех лет Инна Афанасьева плодотворно сотрудничает с молодым композитором и аранжировщиком Геннадием Маркевичем. Его песни «Звезды» на слова Федора Борового и «Жемчуга» на слова Елены Туровой попадают на все радиостанции страны и долгое время держатся в верхних строчках национальных хит-парадов. Смена имиджа и танцевальные ритмы песен покоряют молодых слушателей и приносят певице новых поклонников по всей стране.
На Республиканском телевизионном фестивале «На перекрестках Европы» в 2001 и 2002 годах была признана «Певицей года», а песня «Жемчуга» — «Песня года» 2001 года.
В 2002 году во Дворце Республики состоялся большой благотворительный концерт Инны Афанасьевой «Скажи детям: Да!».
В 2003 году выходит второй студийный альбом «Жемчуга». В компакт-диск вошло 14 песен. Большинство песен в момент выхода пластинки уже были абсолютными хитами; «Звезды», «Вечер», «Зеркала», «Жемчуга», «Слепая любовь», «Танцуй со мной» и «Я читаю тебя по глазам», исполненная в дуэте с Дмитрием Смольским. Музыку почти ко всем песням написал Геннадий Маркевич. Две песни также написал Сергей Жданович и одну Дмитрий Смольский. Основной автор текстов — Елена Турова. Другие авторы — Елена Поликанина, Михаил Кожух, Анастасия Лебедева.
В 2002—2003 гг. телеведущая программы «Завтрак с Инной Афанасьевой» на канале СТВ.

### Хит на все времена
В 2005 году выходит клип на песню «Буду с тобой» и попадает в ротацию всех телеканалов и радиостанций в Белоруссии. Композиция мгновенно поднялась на высшие позиции песенных чартов и надолго стала визитной карточкой исполнительницы. Съемки видеоклипа проходили в минском казино «Белая вежа».
6 июля 2007 года указом президента Республики Беларусь Инне Афанасьевой было присвоено звание «Заслуженная артистка Республики Беларусь».
18 декабря 2008 года в продажу поступил новый диск Инны Афанасьевой «Буду с тобой». В альбом вошли композиции, написанные и записанные певицей за последних три года. Релиз был приурочен к 20-летию творческой деятельности певицы. Помимо альбома певица презентовала собственные духи «AfIna». В качестве промоушена, телеканал «ОНТ» снимает бенефис Инны Афанасьевой «Шоу одной блондинки». Помимо сольных номеров, были исполнены дуэты с Лу Бегой, Анатолием Ярмоленко, Александром Тихановичем, Ираклием, Георгием Колдуным, Дмитрием Сайковым и Алексеем Хлестовым. Телевизионный эфир шоу был показан 31 декабря 2008 года.
2009 год Инна Афанасьева открыла большим гастрольным туром по городам Беларуси, России и Украине, приуроченного к юбилею и выходу альбома. Главный концерт тура впервые был представлен в Минске 30 апреля во Дворце Республики. Яркое, красочное шоу «Неосторожная игра» покорило зрителей. В концерте прозвучали как новые песни, так и уже проверенные временем хиты. Не обошлось и без приятных сюрпризов и подарков для публики. Этим концертом Афанасьева доказала, что и в Беларуси можно сделать фееричное шоу.
В мае певица посетила Болгарию в качестве почетного гостя интернационального фестиваля популярной музыки «Discovery».

В ноябре в продажу поступил новый альбом Инны Афанасьевой «Она и мужчины…». В него вошли дуэты, записанные певицей с различными исполнителями в период с 1998 по 2009 годы. 
«Жизнь за годы моего творчества сталкивала меня с самыми разными мужчинами. Самый первый дуэт родился благодаря творческому союзу с заслуженным артистом Беларуси, солистом ансамбля „Белорусские Песняры“ Валерием Дайнеко. Валера — яркая страница моей биографии и именно с него начиналась эта музыкальная коллекция дуэтов. Позже в ней появились песни, исполненные совместно с известными артистами Алексеем Хлестовым, Иваном Буслаем, Дмитрием Смольским, Тариелом Майсурадзе. В неожиданном для себя образе предстал мэтр нашей эстрады народный артист Анатолий Ярмоленко, а для „звезды“ тенниса Максима Мирного и известного доктора-психотерапевта Дмитрия Сайкова, пробующего себя в качестве исполнителя шансона, запись наших песен стали дебютом на эстраде». 
В 2010 году — член жюри конкурса молодых исполнителей «Славянский базар в Витебске».
В 2011 году в Минске состоялась премьера новой программы «И только сны…».

### Новые направления и грани творчества
В начале 2012 года новую программу было задумано сделать не похожей предыдущие. Дата события была назначена на 15 мая 2012 года. В театрализованном шоу «История моей любви» главными действующими лицами стали музыканты и певица. Все песни прозвучали в новых и неожиданных аранжировках. Съёмку концерта вёл телеканал Беларусь 1.
В конце года в ротацию белорусских радиостанций попала новая песня Инны Афанасьевой «Первый снег», написанная Евгением Олейником и Юлией Быковой. Спустя год, на Национальной музыкальной Премии Беларуси 2013 года, композиция победила в номинации «Лучшая песня года».
После успеха премьеры, 5 апреля 2013 года в минском клубе «Богема» программа «История моей любви» была исполнена на бис. В тот вечер так же состоялась презентация первого live-альбома «История моей любви. Live» с записью майского концерта, вышедшего ограниченным тиражом. Обложку диска украшал фирменный вензель «AfIna» — сокращение от имени и фамилии певицы.
В 2013 году Инна Афанасьева и Валерий Стрельцов официально развелись.
11 августа 2015 года У Ивана Стрельцова и его супруги модели и актрисы Юлии Верховской родилась дочь Варвара.
В ноябре 2015 года Инна Афанасьева тайно вышла замуж за бизнесмена Александра Котова. С этого момента супруги живут на два города: в Минске и Санкт-Петербурге.
В августе 2016 года в цифровом магазине iTunes Store вышло переиздание первого альбома «Сбудется — не сбудется». Альбом видоизменили новой обложкой и порядком треков. Релиз дополнили тремя ранее неизданными песнями, не вошедшими в первоначальный вариант альбома. А уже к концу года в iTunes Store была опубликована вся дискография певицы. Помимо основных альбомов, стали доступны те песни, которые с 1988 года звучали по радио, на телевидении, но по разным причинам не попадали в альбомы.
В день рождения Афанасьевой 28 октября 2016 года вышел сборник хитов и новых песен, записанных в период с 2001 года «The Best». Релиз занял 6 позицию в iTunes Chart Belarus.
9 февраля 2017 года Инна Афанасьева одержала победу в номинации «Лучший исполнитель» (женский вокал) на V Республиканском конкурсе национальной музыкальной премии в области популярной музыки «Ліра».
20 апреля в концертном зале «Минск», после четырёхлетнего перерыва, с аншлагом прошёл сольный концерт «Избранное».
1 декабря в iTunes вышел новый сингл «Зимняя сказка», авторов Евгения Олейника и Юлии Быковой. На следующий день песня заняла первое место в iTunes Chart Belarus.
2018 год для Инны Афанасьевой юбилейный — 30 лет творческой деятельности. Накануне большого юбилейного концерта, который состоялся 2 ноября в Минске, певица заявила о том, что этот концерт станет последним сольным концертом в Минске в её карьере.
Спустя год, после аншлагового юбилейного концерта, по многочисленным просьбам зрителей артистка подготовила новое шоу «Новое и лучшее».
Накануне концерта Инна Афанасьева в эфире программы «Макаёнка 9» представила первую для белорусской эстрады виниловую пластинку с лучшими песнями «Inna Afanasieva With Love…», изданную лимитированным тиражом в Германии. В трек-листе релиза: «Сбудется не сбудется», «Звезды», «Жемчуга», «Буду с тобой» и другие. Помимо хитов на пластинке есть также несколько новых песен. Всего 12 песен и 20 на компакт-диске, который прилагается к изданию.
В июле 2020 года Инна Афанасьева вошла в состав жюри на XXIX Международном фестивале искусств «Славянский базар в Витебске». Помимо судейства конкурса молодых исполнителей, певица выступила на сцене амфитеатра дуэтом с украинской популярной певицей Тиной Кароль, исполнив на белорусском языке песню «Родны Беражок».
24 июля 2020 года указом Президента Республики Беларусь Инне Афанасьевой присвоено почетное звание «Народная артистка Беларуси».

## Дискография

### Студийные альбомы
- 1995 — «Сбудется — не сбудется» (MC)
- 2003 — «Жемчуга» (CD)
- 2008 — «Буду с тобой» (CD)
- 2009 — «Она и мужчины… Дуэтный альбом» (CD)
- 2018 — «Любовь моя…» (CD)

### Концертные альбомы
- 2012 — «История моей любви. Live» (CD)
- 2019 — «Любовь моя… Юбилейный концерт» (Live)
- 2019 — «Live Concert» (Live)[38]

### Компиляции
- 2000 — «Инна Афанасьева» (MC)
- 2019 — «С любовью…» (LP, CD)

### iTunes Дискография
- 1992 — «Не твоя вина» (Single)
- 1995 — «Сбудется — не сбудется» (Original Master Recording)
- 1995 — «Ростань» (Single)
- 1999 — «Кто бы мог подумать»
- 2003 — «Каханне» (Mini-album)
- 2003 — «Жемчуга» (Deluxe)
- 2008 — «Буду с тобой» (Deluxe)
- 2009 — «Она и мужчины. Дуэтный альбом»
- 2012 — «История моей любви» (Live)
- 2012 — «Больно» (Single)
- 2016 — «Родны беражок» (EP)
- 2016 — «Сбудется — не сбудется» (2016 Edition)
- 2016 — «Кто ты такой» (Single)
- 2016 — «Ранние песни»
- 2016 — «The Best»
- 2017 — «Белые кружева» (Single)
- 2017 — «Зимняя сказка» (Single)
- 2018 — «Любовь моя…»
- 2019 — «Любовь моя… Юбилейный концерт» (Live)
- 2019 — «Послезавтра» (Single)
- 2019 — «Улетаю» (Single)

## Видеоклипы
- 1995 — «Сбудется — не сбудется»
- 2001 — «Слепая любовь»
- 2003 — «Вспоминай»
- 2005 — «Буду с тобой»

## Концертные программы
- 1995 — «Инна Афанасьева в кругу друзей»
- 2000 — «Я буду петь»
- 2001 — «Танцуй со мной»
- 2008 — «Шоу одной блондинки»
- 2009 — «Неосторожная игра»
- 2011 — «И только сны»
- 2012 — «История моей любви»
- 2017 — «Избранное»
- 2018 — «Любовь моя» (Юбилейный концерт)
- 2019 — «Новое и лучшее»

## Награды и премии
- 1987 год — лауреат первой премии на Республиканском конкурсе популярной молодёжной музыки в Новополоцке.[39]
- 1988 год — лауреат третьей премии на фестивале польской песни в Витебске (1988 год)[40]
- 1992 год — лауреат второй премии Международного конкурса песни «Славянский базар в Витебске».
- 1995 год — по опросам журнала «Дикая Орхидея» признана «Женщиной года»[4].
- 1995 год — звание «Фаворит года» и лауреат премии «Песня года»[4]
- 1996 год — лауреат премии «Песня года» с песней «Сарамлівая дзяўчынка»
- 2001—2002 гг. — звание «Певица года» на республиканском телевизионном фестивале «На перекрестках Европы»[4]
- 2006 год — Почётная грамота Национального собрания Республики Беларусь (31 марта 2006 года) — за значительный вклад в подготовку кадров работников отрасли культуры, постановку многочисленных высокопрофессиональных праздничных мероприятий[41]
- 2007 год — почётное звание «Заслуженный артист Республики Беларусь»[14]
- 2017 год — победитель в номинации «Лучший исполнитель» (женский вокал) V Республиканского конкурса «Национальная музыкальная премия в области популярной музыки» «Ліра»[2].
- 2018 год — лауреат премии «Эстрадное искусство» по итогам конкурса «Человек года в сфере культуры» (2018)[42]
- 2020 год — почётное звание «Народный артист Беларуси»[37][43]